# Maurice Compte
Maurice Compte (* 18. April 1972 in New Orleans) ist ein US-amerikanischer Schauspieler kubanischer Abstammung. Bekanntheit erlangte er durch seine Rollen in den Serien Breaking Bad und Narcos.

## Werdegang
Maurice Compte ist der Sohn kubanischer Migranten und ist seit 1996 als Schauspieler aktiv. Ende der 1990er und Anfang der 2000er Jahre trat er zunächst in Serien wie Chicago Hope – Endstation Hoffnung und Pacific Blue – Die Strandpolizei auf. Es folgten kleinere Rollen in Filmen wie Bevor es Nacht wird und Double Whammy. 2002 verkörperte er in dem Historienfilm Fidel & Che die Rolle von Fidel Castros Bruder und späterem kubanischen Staatspräsidenten Raul Castro.
Seine erste wiederkehrende Rolle spielte Compte als Charlie Gutierrez in der Serie E-Ring – Military Minds ab 2005. Weitere Gastauftritte wie in Monk und Navy CIS: L.A. folgten.
2011 spielte er die Rolle des Kartellmitglieds Gaff in der erfolgreichen Fernsehserie Breaking Bad. Ein Jahr darauf war er in End of Watch zu sehen. Weitere Rollen in Serien wie Bones – Die Knochenjägerin und Criminal Minds folgten, bevor er 2014 an der Seite von Liam Neeson im Film Ruhet in Frieden – A Walk Among the Tombstones die Rolle des Danny Ortiz spielte. 2015 erlangte er größere Bekanntheit als Horacio Carrillo In der Netflix-Serie Narcos.
Seit seiner Rolle in Narcos übernahm er inzwischen regelmäßig größere Serien-Nebenrollen. Unter anderem spielte er von 2017 bis 2018 Diego Jimenez in Power. 2018 folgten Nebenrollen in The Last Ship und Mayans M.C., eines Spin-offs zur Erfolgsserie Sons of Anarchy.

## Filmografie (Auswahl)
- 1996: Mörderischer Tausch (The Substitute)
- 1997: Chicago Hope – Endstation Hoffnung (Chicago Hope, Fernsehserie, Episode 3x19)
- 1997: Pacific Blue – Die Strandpolizei (Pacific Blue, Fernsehserie, Episode 3x04)
- 1997–1999: New York Cops – NYPD Blue (NYPD Blue, Fernsehserie, zwei Episoden, verschiedene Rollen)
- 1999: The Dreamcatcher
- 1999: Eastside – Auf welcher Seite stehst du (Eastside)
- 2000: Bevor es Nacht wird (Before Night Falls)
- 2000: Dancing at the Blue Iguana
- 2001: Double Whammy
- 2002: Fidel & Che (Fernsehfilm)
- 2002: Showtime
- 2003: All the Real Girls
- 2003: 24 – Twenty Four (24, Fernsehserie, drei Episoden)
- 2003: CSI: Miami (Fernsehserie, Episode 1x24)
- 2005: CSI: NY (Fernsehserie, Episode 1x21)
- 2005: Wanted (Fernsehserie, Episode 1x07)
- 2005–2006: E-Ring – Military Minds (Fernsehserie, elf Episoden)
- 2007: Poet’s War
- 2008: Moonlight (Fernsehserie, Episode 1x11)
- 2008: The Never Saw us Coming
- 2008: Burn Notice (Fernsehserie, Episode 2x05)
- 2009: Without a Trace – Spurlos verschwunden (Without a Trace, Fernsehserie, Episode 7x14)
- 2009: Spoken Word
- 2009: Monk (Fernsehserie, Episode 8x12)
- 2010: Navy CIS: L.A. (Fernsehserie, Episode 1x13)
- 2010: CSI: Vegas (CSI: Crime Scene Investigation, Fernsehserie, Episode 10x17)
- 2010: Guess Who’s Coming to Dinner
- 2010: Lie to Me (Fernsehserie, Episode 2x18)
- 2010–2011: Choke.Kick.Girl (Fernsehserie, 8 Episoden)
- 2011: The Blue of Noon
- 2011: Southland (Fernsehserie, 2 Episoden)
- 2011: Breaking Bad (Fernsehserie, vier Episoden)
- 2012: End of Watch
- 2013: Bones – Die Knochenjägerin (Bones, Fernsehserie, Episode 8x17)
- 2013: Criminal Minds (Fernsehserie, Episode 9x08)
- 2014: Echo Park
- 2014: Ruhet in Frieden – A Walk Among the Tombstones (A Walk Among the Tombstones)
- 2015–2016: Narcos (Fernsehserie, 11 Episoden)
- 2016: Hawaii Five-0 (Fernsehserie, Episode 6x11)
- 2016: Rush Hour (Fernsehserie, Episode 1x01)
- 2016: From Dusk Till Dawn: The Series (Fernsehserie, 6 Episoden)
- 2016: Die wahren Memoiren eines internationalen Killer (True Memoirs of an International Assassin)
- 2017: Power (Fernsehserie, 3 Episoden)
- 2017: Kevin Can Wait (Fernsehserie, 2 Episoden)
- 2017: Once Upon a Time in Venice
- 2017–2018: Power (Fernsehserie, 9 Episoden)
- 2018: Criminal Squad (Den of Thieves)
- 2018: Perfect
- 2018: Mayans M.C. (Fernsehserie, 9 Episoden)
- 2018: The Last Ship (Fernsehserie, 7 Episoden)
- 2019: Once Upon a Time in Hollywood
- 2020: Deputy (Fernsehserie, Episode 1x04)
- 2020: The Fugitive (Fernsehserie, Episode 1x11)
- 2021: Born a Champion
- 2023: Little Dixie